# Saison 2017 de l'équipe cycliste Minsk CC
La saison 2017 de l'équipe cycliste Minsk CC est la quatrième de cette équipe.

## Préparation de la saison 2017

### Arrivées et départs
| Arrivées         | Équipe 2016 |
| ---------------- | ----------- |
| Mikhail Shemetau |             |
| Eduard Vorganov  | Katusha     |

| Départs         | Équipe 2017 |
| --------------- | ----------- |
| Alexei Piashkun |             |
| Andrei Piashkun |             |

## Coureurs et encadrement technique

### Effectif
| Cycliste              | Date de naissance | Nationalité | Équipe 2016 |  |
| --------------------- | ----------------- | ----------- | ----------- |  |
| Aleh Ahiyevich        | 28 juin 1993      | Biélorussie | Minsk CC    |  |
| Stanislau Bazhkou     | 4 novembre 1991   | Biélorussie | Minsk CC    |  |
| Oleksandr Golovash    | 21 septembre 1991 | Ukraine     | Minsk CC    |  |
| Anton Ivashkin        | 14 avril 1996     | Biélorussie | Minsk CC    |  |
| Kanstantin Klimiankou | 3 août 1989       | Biélorussie | Minsk CC    |  |
| Anton Muzychkin       | 16 décembre 1994  | Biélorussie | Minsk CC    |  |
| Siarhei Papok         | 6 janvier 1988    | Biélorussie | Minsk CC    |  |
| Raman Ramanau         | 3 juillet 1994    | Biélorussie | Minsk CC    |  |
| Mikhail Shemetau      | 21 juillet 1994   | Biélorussie |             |  |
| Yauhen Sobal          | 7 avril 1981      | Biélorussie | Minsk CC    |  |
| Eduard Vorganov       | 7 décembre 1982   | Russie      | Katusha     |  |

## Bilan de la saison

### Victoires
| Date       | Course                                | Pays  | Classe | Vainqueur          |
| ---------- | ------------------------------------- | ----- | ------ | ------------------ |
| 01/03/2017 | 3e étape de la Tropicale Amissa Bongo | Gabon | 2.1    | Stanislau Bazhkou  |
| 04/03/2017 | 6e étape de la Tropicale Amissa Bongo | Gabon | 2.1    | Oleksandr Golovash |